# 中電病院
中電病院（ちゅうでんびょういん）は、中国電力が運営する民間の病院。広島県広島市中区に位置し、中国電力の社員や家族のための福利厚生施設（企業立病院）であるが、中電社員の関係者でなくても、受診可能である。
1949年に中国電力の前身である中国配電の従業員の健康管理を目的とする病院として開設された。
湯崎英彦広島県知事は、県立広島病院・JR広島病院を統合して建設する新病院の基本計画を発表した。2025年度に地方独立行政法人として設立。

## 診療科
- 内科
- 小児科
- 小児外科
- 外科
- 整形外科
- 産婦人科
- 皮膚科
- 泌尿器科
- 眼科
- 耳鼻咽喉科
- 麻酔科
- 歯科
- 放射線科
- リハビリテーション科

## 周辺
- 中国電力本社
- 中国電力ネットワーク本社
- 広島市役所
- 広島市中区役所
- NTTドコモ中国支社
- NHK広島放送センタービル内郵便局
- NHK広島放送局
- JA広島ビル
- 東京海上日動火災広島支店
- 商工組合中央金庫広島支店
- 広島銀行大手町支店
- 広島市信用組合鷹の橋支店
- 福岡銀行広島支店
- 広島市立広島みらい創成高等学校

## 交通アクセス
- 広電　市内電車： 広島駅南口より「広島港（宇品）」行きに乗車、中電前下車、徒歩3分。
- 広電　市内電車： 紙屋町より「広島港（宇品）」行きに乗車、中電前下車、徒歩3分。